# Tunong Krueng
Tunong Krueng  is een plaats en bestuurslaag (gampong) op het 4de niveau (kelurahan/desa). Het ligt in het onderdistrict (kecamatan) Paya Bakong in het regentschap Noord-Atjeh (Aceh Utara) van de provincie Atjeh, Indonesië.
Tunong Krueng telt 282 inwoners (volkstelling 2010).